# Labicymbium fuscum
Labicymbium fuscum là một loài nhện trong họ Linyphiidae. Loài này được phát hiện ở Colombia.